# 自伝 History of Tomorrow
「自伝 History of Tomorrow」は、2017年2月1日にA-Sketchから発売されたメイデイのアルバム。

## 概要
- 初回限定盤はDVD付き[1]。

## 収録内容

### CD
1. もしも出会わなければ / 如果我們不曾相遇
  - 作詞・作曲:阿信、編曲:五月天・陶山
2. 成功間近 / 成名在望
  - 作詞・作曲:阿信、編曲:五月天・陶山
3. 素敵だから(君を歌にしたい) / 好好(想把你寫成一首歌)
  - 作詞・作曲:阿信、作曲:冠佑、編曲:五月天
    - アニメ映画「君の名は。」台湾版プロモーション主題歌
4. 兄弟 / 兄弟
  - 作詞・作曲:阿信、編曲:五月天・吳智暉
5. 人生有限会社 / 人生有限公司
  - 作詞:阿信、作曲:怪獸、編曲:五月天・Cola Kai
6. あれから僕ら / 後來的我們
  - 作詞:阿信、作曲:怪獸、編曲:五月天・百田留衣
    - 台湾ドラマ「美好年代」オープニングテーマ
7. 頑固 / 頑固
  - 作詞・作曲:阿信、編曲:五月天・張峽浩
8. Party Animal / 派對動物
  - 作詞・作曲:阿信、編曲:五月天・阿璞（八三夭）
9. 最高の一日 / 最好的一天
  - 作詞:阿信、作曲:石頭、編曲:五月天・陳建騏
10. 少年漂流記 / 少年他的奇幻漂流
  - 作詞:阿信、作曲:石頭、編曲:五月天・林依霖
    - 台湾ドラマ「極品絕配〜The Perfect Match〜」挿入歌
11. 終わりの始まり / 終於結束的起點
  - 作詞・作曲:阿信、編曲:五月天・周恆毅
    - 中国ドラマ「柠檬初上」台湾版エンディングテーマ
12. どこでもドア / 任意門
  - 作詞:阿信、作曲:怪獸、編曲:五月天・陶山
13. あっという間 / 轉眼
  - 作詞:阿信、作曲:石頭、編曲:五月天・林依霖
14. What’s Your Story?
  - 19秒の空白の時間
15. Cコードは... / 你説那C和弦就是...
  - 作詞・作曲:瑪莎、作詞:阿信
16. Song for you - 五月天・岡野昭仁
  - 作詞:岡野昭仁、作曲:怪獸、編曲:五月天・百田留衣
    - あれから僕ら/後來的我們 の日本語バージョン
17. Buzzin’
  - 作詞:新藤晴一、作曲:阿信、編曲:五月天・八三夭阿璞
    - Party Animal/派對動物 の日本語バージョン
18. YOUR LEGEND 〜燃ゆる命〜
  - 作詞:いしわたり淳治、作曲:阿信、編曲:五月天・Cola Kai
    - 2ndシングル
    - 將軍令 の日本語バージョン
    - 日本テレビ系「バズリズム」オープニング・テーマ
19. Do You Ever Shine?
  - 作詞:小林武史、作曲:阿信、編曲:五月天・八三夭阿璞
    - 1stシングル
    - 佐藤健主演 フジテレビ系ドラマ「ビター・ブラッド〜最悪で最強の親子刑事〜」主題歌

### 初回限定盤DVD
1. Do You Ever Shine? [Just Rock It at 日本武道館]
2. Dancin' Dancin' [Just Rock It at 日本武道館]
3. OAOA [Just Rock It at 日本武道館]
4. YOUR LEGEND 〜燃ゆる命〜 [Just Rock It at 日本武道館]
5. Party Animal / 派對動物 [Just Rock It at 香港コロシアム]
6. 頑固 [Just Rock It at 高雄スタジアム]
7. YOUR LEGEND 〜燃ゆる命〜 [Music Video]
8. Dancin' Dancin' feat. TERU (GLAY) [Music Video]
9. あれから僕ら / 後來的我們 [Music Video]
10. 頑固 [Music Video]